# 2. Deutsche Volleyball-Bundesliga 2009/10 (Männer)
Die Saison 2009/10 der 2. Volleyball-Bundesliga der Männer war die sechsunddreißigste Ausgabe dieses Wettbewerbs.

## 2. Bundesliga Nord
Bayer Leverkusen wurde Meister, verzichtete aber auf den Aufstieg in die 1. Bundesliga. Absteiger in die Regionalliga waren der SV Warnemünde und der TSV Germania Windeck.

### Mannschaften
In dieser Saison spielten folgende dreizehn Mannschaften in der 2. Bundesliga Nord der Männer:
- VC Olympia Berlin
- USC Braunschweig
- DJK Delbrück
- VV Humann Essen
- TSV Giesen/Hildesheim
- FT Adler Kiel
- Bayer 04 Leverkusen
- SV Lindow-Gransee
- SVG Lüneburg
- TSGL Schöneiche
- VCB Tecklenburger Land
- SV Warnemünde
- TSV Germania Windeck

Absteiger aus der 1. Bundesliga war der TSV Giesen/Hildesheim. Aus der Regionalliga stiegen Bayer 04 Leverkusen, der SV Lindow-Gransee und SVG Lüneburg auf. Der VCO Berlin hatte ein Sonderspielrecht.

### Tabelle
|                         | Verein                | Spiele | Punkte  | Sätze   |
| ----------------------- | --------------------- | ------ | ------- | ------- |
| 1.                      | Leverkusen (N)        | 24     | 38 : 10 | 64 : 23 |
| 2.                      | Giesen/Hildesheim (A) | 24     | 36 : 12 | 62 : 31 |
| 3.                      | Essen                 | 24     | 32 : 16 | 59 : 36 |
| 4.                      | Schöneiche            | 24     | 30 : 18 | 50 : 42 |
| 5.                      | Braunschweig          | 24     | 28 : 20 | 51 : 42 |
| 6.                      | VCO Berlin (S)        | 24     | 26 : 22 | 47 : 42 |
| 7.                      | Tecklenburg           | 24     | 26 : 22 | 48 : 46 |
| 8.                      | Lindow-Gransee (N)    | 24     | 24 : 24 | 49 : 48 |
| 9.                      | Delbrück              | 24     | 20 : 28 | 42 : 52 |
| 10.                     | Adler Kiel            | 24     | 18 : 30 | 40 : 53 |
| 11.                     | Lüneburg (N)          | 24     | 16 : 32 | 34 : 61 |
| 12.                     | Warnemünde            | 24     | 14 : 34 | 31 : 59 |
| 13.                     | Windeck               | 24     | 4 : 44  | 26 : 68 |
| Stand: Abschlusstabelle |                       |        |         |         |

|     | Absteiger in die Regionalliga   |
| (A) | Absteiger aus der 1. Bundesliga |
| (N) | Aufsteiger aus der Regionalliga |
| (S) | Sonderspielrecht                |

## 2. Bundesliga Süd
Meister und Aufsteiger in die 1. Bundesliga wurde der VC Gotha. Absteiger in die Regionalliga waren der TuS Kriftel und der SV Schwaig.

### Mannschaften
In dieser Saison spielten folgende vierzehn Mannschaften in der 2. Bundesliga Süd der Männer:
- ASV Dachau
- GSVE Delitzsch
- VC Dresden
- VC Olympia Kempfenhausen
- FT 1844 Freiburg
- TSV Friedberg
- VYS Friedrichshafen
- VC Gotha
- TuS Kriftel
- L.E. Volleys
- VC Mendig
- rhein-main volley
- TV Rottenburg II
- SV Schwaig

Absteiger aus der 1. Bundesliga gab es keine. Aus der Regionalliga stiegen der TSV Friedberg, die L.E. Volleys aus Leipzig und die zweite Mannschaft des TV Rottenburg auf. Die Juniorenteams VYS Friedrichshafen und VCO Kempfenhausen waren wieder mit einem Sonderspielrecht ausgestattet.

### Tabelle
|                         | Verein                  | Spiele | Punkte  | Sätze   |
| ----------------------- | ----------------------- | ------ | ------- | ------- |
| 1.                      | Gotha                   | 26     | 46 : 6  | 73 : 27 |
| 2.                      | Rottenburg II (N)       | 26     | 38 : 14 | 66 : 39 |
| 3.                      | rhein-main              | 26     | 36 : 16 | 63 : 37 |
| 4.                      | L.E. Volleys (N)        | 26     | 36 : 16 | 64 : 41 |
| 5.                      | Delitzsch               | 26     | 34 : 18 | 60 : 43 |
| 6.                      | Mendig                  | 26     | 28 : 24 | 55 : 46 |
| 7.                      | Dachau                  | 26     | 26 : 26 | 49 : 52 |
| 8.                      | Friedberg (N)           | 26     | 24 : 28 | 52 : 57 |
| 9.                      | Freiburg                | 26     | 24 : 28 | 46 : 51 |
| 10.                     | Dresden                 | 26     | 22 : 30 | 43 : 56 |
| 11.                     | Kriftel                 | 26     | 20 : 32 | 45 : 57 |
| 12.                     | VYS Friedrichshafen (S) | 26     | 14 : 38 | 33 : 60 |
| 13.                     | Schwaig                 | 26     | 12 : 40 | 38 : 69 |
| 14.                     | VCO Kempfenhausen (S)   | 26     | 4 : 48  | 23: 75  |
| Stand: Abschlusstabelle |                         |        |         |         |

|     | Aufsteiger in die Bundesliga    |
|     | Absteiger in die Regionalliga   |
| (N) | Aufsteiger aus der Regionalliga |
| (S) | Sonderspielrecht                |